# Staavia brownii
Staavia brownii är en tvåhjärtbladig växtart som beskrevs av Dummer. Staavia brownii ingår i släktet Staavia och familjen Bruniaceae. Inga underarter finns listade.